# Coptocycla elegans
Espèce
Synonymes
Coptocycla (Psalidonota) elegans
Coptocycla elegans est une espèce de cassides de la tribu des Cassidini. On la trouve au Brésil.